# جورج والانفجار العظيم
جورج والانفجار العظيم (بالإنجليزية: George and the Big Bang)‏ هو كتاب للأطفال صدر عام 2011 من تأليف ستيفن هوكينج وابنته لوسي. الكتاب هو الثالث من ضمن سلسلة «جورج»، حيث يأتي بعد صدور كتابي مفتاح جورج السري للكون وبحث جورج عن الكنز الكوني. الكتاب متوفر ورقياً مع وجود نسخة صوتية مسجلة باللغة الإنجليزية.

## القصة
بعد عودتهما إلى المملكة المتحدة، يحاول جورج وآني إيجاد أفضل مكان في الكون يمكن للخنزير فريدي أن يعيش فيه. أولاً يلقيان نظرة على جامعة فوكسبريدج الخيالية التي يعمل فيها البروفيسور إريك. وفور وصولهما يتجهان إلى اجتماع لمجموعة مناهضة لمصادم الهدرونات الكبير، وتصرح هذه المجموعة بالعبارة «إن نظرية كل شيء تقاوم إضافة الجاذبية». يستخدم إريك حاسوب فائق يدعى «كوزموس» من أجل فتح بوابة ويأخذ فريدي إلى مكانٍ مجهول.
يباشر جورج حضور مدرسته الثانونية في اليوم التالي، ولكن ما يلبث أن يعود إلى الجامعة للبحث عن إريك كي يسأله عن مكان فريدي. يكتشف جورج أن بوابة كوزموس ما زالت مفتوحة ويتجول على سطح القمر عندما يعثر إريك هناك. يلتقط قمر صناعي صيني صوراً لهما قبل مغادرتهما، وهو ما يثير بلبلة بين أعضاء《نظام العلوم》 بسبب عدم هبوط أي إنسان على سطح القمر منذ عام 1972.
يدعو زوزوبين وهو معلم إريك إلى عقد اجتماع 《نظام العلوم》 في سيرن. ويعود الدكتور ريبير في تلك الأثناء ويقوم بتفعيل حاسوبه الفائق الذي يدعى «بوكي» حتى يتمكن من مقابلة جورج في المرأة المسلسلة عبر تجسيده الكهروميكانيكي. ويخبر الدكتور ريبير جورج باختراقه للمجموعة المناهضة لمصادم الهدرونات الكبير. كما يعترف بأنه أُجبر على صنع قنبلة ميكانيكية كمومية لا يمكن إبطالها بسهولة، ولكن لحسن الحظ توجد احتمالية لإبطالها في حال تفعيل الزر الصحيح. يفشل الدكتور ريبير في تمرير المعلومات الكاملة الخاصة بإلغاء تفعيل القنبلة ولكن يخبر جورج بوجود خائن في 《نظام العلوم》 وأن اللقاء في مصادم الهدرونات الكبير هو في الواقع ليس سوى خطة تهدف إلى تدمير جميع العلماء ومصادم الهدرونات الكبير باستخدام قنبلته.
وتتعرف آني في تلك الأثناء على صديق جديد يدعى فينسنت وهو مقاتل كاراتيه يحمل الحزام الأسود ووالده يعمل مخرج أفلام.